# Sepia hierredda
Sepia hierredda е вид главоного от семейство Sepiidae.

## Разпространение и местообитание
Видът е разпространен в Ангола, Бенин, Габон, Гамбия, Гана, Гвинея, Гвинея-Бисау, Демократична република Конго, Екваториална Гвинея (Биоко), Западна Сахара, Камерун, Кот д'Ивоар, Либерия, Мавритания, Нигерия, Сао Томе и Принсипи (Сао Томе), Сенегал и Того.
Среща се на дълбочина от 48 до 62 m.